# La Salvetat-Peyralès
 La Salvetat-Peyralès  (en occitano La Salvetat) es una población y comuna francesa, situada en la región de Mediodía-Pirineos, departamento de Aveyron, en el distrito de Rodez y cantón de Salvetat-Peyralès.

## Demografía
| 1860 | 1672 | 1478 | 1311 | 1162 | 1062 |
| Para los censos de 1962 a 1999 la población legal corresponde a la población sin duplicidades (Fuente: INSEE [Consultar]) |      |      |      |      |      |